# Hunting High and Low (canción de a-ha)
«Hunting High And Low» es el quinto y último sencillo del álbum del "Mismo Nombre" Hunting High And Low (1985),
primer álbum oficial de a-ha, lanzado en 1986. Es la tercera Canción del álbum.

## Video
- Dirección: Candice Reckinger y Michael Patterson
- Representa variadas formas o maneras en que puede un hombre puede amar a una mujer. En el programa "Blue Peter" del Reino Unido se mostró el "Making Of" del vídeo para demostrar los efectos de transformación de Morten Harket en animales.
- Disponible en Headlines and Deadlines.

- Datos: Q1638198